# Buitrago
|  | Si cerqueu el ciclista vegeu «Santiago Buitrago Sánchez» |

Buitrago és un municipi espanyol ubicat a la província de Sòria, dins la comunitat autònoma de Castella i Lleó.

## Demografia
| 1991 | 1996 | 2001 | 2004 |
| ---- | ---- | ---- | ---- |
| 59   | 49   | 57   | 55   |